# Hadena armeriae
Hadena armeriae là một loài bướm đêm trong họ Noctuidae.